# USS Knox (FF-1052)
La USS Knox (DE/FF-1052) fue una fragata de la Armada de los Estados Unidos, líder de su clase.

## Historia
Puesta en gradas el 5 de octubre de 1965, botada el 19 de noviembre de 1966 y puesta en servicio el 12 de abril de 1969. Inicialmente estuvo clasificado como destructor (DE), y después fue reclasificado como fragata (FF). Causó baja el 14 de febrero de 1992, y fue hundido como barco objetivo el 7 de agosto de 2007.

## Nombre
Su nombre USS Knox honra al comodoro Dudley Wright Knox, combatiente de la guerra hispano-estadounidense.